# Mundo (Schwert)
Die Mundo, auch Moendo oder Parang Sadeueb genannt, ist ein Werkzeug und eine zeremonielle Waffe aus Sumatra.

## Beschreibung
Die Mundo hat eine ausladende, unüblich geformte, einschneidige Klinge. Die Klinge wird vom Heft zum Ort breiter und verläuft s-förmig. Der Klingenrücken ist leicht wellenförmig und in der Nähe des Ortes zu einem Vorsprung ausgearbeitet, der am Ende stumpf und eingerollt ist. Dieser Vorsprung läuft weiter zum Ort und ist dort hakenförmig gebogen. Die Schneide ist nach dem Heft leicht wellenförmig gestaltet und verläuft weiter zum Ort bauchig. Das Heft ist einfach gearbeitet und besteht in der Regel aus Holz oder Horn. Die Mundo wird als Werkzeug der Frauen zum Roden von Feldern und ähnlichen Arbeiten benutzt. Es dient ebenfalls als zeremonielle Waffe der Frauen bei Hochzeiten, ähnlich wie der Luju Celico für die Männer. Die Mundo wird von Ethnien in Java benutzt.